# Tomáš Berdych
Tomáš Berdych, född den 17 september 1985 i Valašské Meziříčí i Tjeckien, är en tjeckisk högerhänt före detta professionell tennisspelare.

## Spelarkarriär
Tjecken Tomáš Berdych fick sitt internationella genombrott i OS i Aten 2004 när han som 19-åring besegrade världsettan Roger Federer på vägen till kvartsfinal. Då hade han varit professionell tennisspelare i två år. Kort därefter avancerade han till åttondelsfinal i US Open. På grus i Palermo en månad senare tog han karriärens första titel. Efter att ha inlett 2004 som 116 på världsrankingen innehade Berdych plats 45 vid årets slut.
Framgångarna fortsatte under 2005, där han överraskande vann mot spanjoren och världstvåan 
Rafael Nadal i Cincinnati Masters. Dessförinnan hade han nått sin andra ATP-final, denna gång i Swedish Open där han föll mot samme Nadal i tre set. Tomáš Berdych vann storturneringen Paris Masters i sitt sista framträdande för året. Den 50-rankade tjecken besegrade fyra topp-15 spelare på sin väg till turneringsseger och bärgade sin hittills tyngsta titel.
I juni 2006 nådde han sin tredje ATP-final i turneringen i tyska Halle, där han förlorade mot Roger Federer. Berdych hade nu nått final på tennisens tre stora underlag - grus, hardcourt och gräs. Resterande del av säsongen innehöll stabilt spel från Berdych sida, med åttondelsfinaler i Wimbledonmästerskapen och US Open samt finalplats i ATP-turneringen i Bombay som främsta meriter.
2007 blev ett mycket bra år för Tomáš Berdych. I Roger Federers frånvaro vann han ATP-turneringen i Halle och följde upp med en kvartsfinal i Wimbledonmästerskapen. Den 20 augusti samma år rankades han på plats 9 - hans bästa placering någonsin. 
2008 innebar inte lika stora framgångar som fjolåret och han har fallit en del på rankingen. Swedish Open blev en ljuspukt och Berdych nådde final i turneringen. Dessvärre ådrog han sig en lättare skada vilket bidrog till finalförlusten mot Tommy Robredo. Dock vann Berdych sin första titel i dubbel under 2008. I par med ryssen Dmitrij Tursunov vann han turneringen i Rotterdam. Senare under 2008, 5 oktober, vann Berdych sin fjärde ATP-titel. den här gången i Tokyo där han finalbesegrade argentinaren Juan Martín del Potro med resultatet 6-1, 6-4.
År 2010 gick det bra för Berdych i Franska öppna, där han nådde semifinal, men förlorade den mot Robin Söderling. Det gick ännu bättre i Wimbledon. Han besegrade Roger Federer i kvartsfinalen och Novak Đoković i semifinalen, men förlorade finalen mot Rafael Nadal.

## Spelaren och personen
Tomáš Berdych spelar ett aggressivt baslinjespel med hårda grundslag. Hans bästa slag är forehanden och serven. Berdych har, trots att hans spel verkar passa bättre på snabbare underlag, nått framgångar på grus. Han betraktas allmänt som en allroundskicklig spelare som behärskar samtliga underlag.
Tomáš Berdych har varit tillsammans med Lucie Šafářová, en tjeckiska som spelar professionellt på WTA-touren.

## ATP-titlar

### Singel (8)
- 2004 - Palermo
- 2005 - Paris
- 2007 - Halle
- 2008 - Tokyo
- 2009 - München
- 2011 - Peking
- 2012 - Montpellier
- 2012 - Stockholm

### Dubbel (2)
- 2008 - Rotterdam (tillsammans med Dmitrij Tursunov)
- 2014 - Doha (tillsammans med Jan Hájek)